# John Stargasm
John Stargasm, de son vrai nom John Israël, né le 1er octobre 1973 à Bruxelles, est un musicien et producteur belge connu depuis 1999 comme leader et principal auteur-compositeur du groupe de rock Ghinzu.

## Biographie
Il est le petit-fils de Pierre Descamps, ministre et homme d'affaires, le neveu d'Olivier Strelli (de son vrai nom Nissim Israël), célèbre couturier et créateur belge, et depuis 2000 l'époux d'Olivia Bodson, fille de Philippe Bodson (homme d'affaires et sénateur).
Il vit à Ixelles (Bruxelles) et est propriétaire de Dragoon, un label de disques sur lequel il a édité en 2006 le premier album du groupe rock Montevideo, qu'il produit également. En dehors du cadre musical, John Israël a fondé le studio indépendant de création Satisfaction.